# ジャコヴォ
ジャコヴォ(クロアチア語: Đakovo)はクロアチア・スラヴォニア地方にある都市及び基礎自治体。オシエクの南西37km、ナシツェの南東34kmの場所に位置し標高は111mである。人口は2001年現在、20,912人で基礎自治体全体では30,092人である。ジャコヴォは肥沃な土壌に恵まれている。
主要な産業は農業、畜産、革や羊毛の加工、馬の選別繁殖、工業では家具用の木材加工、繊維業、化学、食品加工、建築資材、印刷業、観光業などである。M17.01、E73の幹線道路が交差する場所で、鉄道はプロチェ - サラエヴォ - ヴルポリェ - オシェク - ブダペストを結ぶ路線が通っている。
聖ペトロ大聖堂と聖ポール大聖堂はジャコヴォにとり有名なランドマークであり、ジャコヴォだけでなくスラヴォニア地方全てにとっても重要な聖礼物である。聖堂は1866年から1882年の間にその当時のカトリックのジャコヴォ・スリイェム教区の司教、ヨシプ・ユーライ・シュトロスマイエル(Josip Juraj Strossmayer)の下建てられた。司教宮殿近くの19世紀からの美化された公園は特別な保護の下、同様に近くの19・20世紀のからの小さい公園は園芸の記念碑になっている。
中心となる伝統的な行事はジャコヴァチキ・ヴェゾヴィ(Đakovački vezovi)と呼ばれるものである。スラヴォニアやバランヤ地方の民俗的なショーで、毎年一度7月に催され伝統的な民族衣装によって舞踊や合唱が行われている。大聖堂主催の聖歌隊やオペラ、芸術展なども開かれる。ウェディング馬車のショーはプログラムでも特別な物となっている。スポーツ関連のプログラムではリピッツァナーが競技コースで見ることが出来る。それらはイヴァンドヴォールにある繁殖所からやって来ており、馬の繁殖は1506年より行われている。
ジャコヴォ周辺はスポーツを楽しむための環境が良く整備されており、狩猟や釣りなども楽しめる。伝統的なスラヴォニア料理は肉料理のスモークソーセージやスモークハムなどで鹿肉やきれいな水で獲れた魚料理など肉料理、魚料理両方をジャコヴォや周辺地域では味わうことが出来る他、ジャコヴォ地域では洗練されたワインが特に興味をひかれる。ジャコヴォには暗殺されたクロアチア人政治家スチェパン・ラディチのモニュメントもある。

## 姉妹都市
- マカルスカ、クロアチア
- シニ、クロアチア
- マルゲルスドルフ（英語版）、ドイツ
- キルヘントゥムバッハ（英語版）、ドイツ

## 出身者
- イヴァン・ヴァルギッチ - サッカー選手
- ステパン・ユキッチ - サッカー選手